# Birkenhead
Birkenhead es una villa del distrito de Wirral, en el condado de Merseyside (Inglaterra).

## Geografía
Según la Oficina Nacional de Estadística británica, Birkenhead tiene una superficie de 21,47 km².

## Demografía
Según el censo de 2001, Birkenhead tenía 83 729 habitantes (47,06% varones, 52,94% mujeres) y una densidad de población de 3899,81 hab/km². El 22,27% eran menores de 16 años, el 70,59% tenían entre 16 y 74 y el 7,14% eran mayores de 74. La media de edad era de 37,91 años.
El 93,64% eran originarios de Inglaterra y el 3,11% de otras naciones constitutivas del Reino Unido, mientras que el 1,47% eran del resto de países europeos y el 1,78% de cualquier otro lugar. Según su grupo étnico, el 97,86% de los habitantes eran blancos, el 0,62% mestizos, el 0,54% asiáticos, el 0,25% negros, el 0,61% chinos y el 0,12% de cualquier otro. El cristianismo era profesado por el 79,21%, el budismo por el 0,16%, el islam por el 0,4%, el hinduismo por el 0,09%, el judaísmo por el 0,09%, el sijismo por el 0,08% y cualquier otra religión por el 0,15%. El 11,17% no eran religiosos y el 8,64% no marcaron ninguna opción en el censo.
Del total de habitantes con 16 o más años, el 34,28% estaban solteros, el 42,06% casados, el 3,23% separados, el 11,07% divorciados y el 9,37% viudos. Había 36 598 hogares con residentes, de los cuales el 36,33% estaban habitados por una sola persona, el 16,61% por padres solteros con o sin hijos dependientes, el 28,7% por parejas casadas y el 6,48% sin casar, con o sin hijos dependientes en ambos casos, el 6,26% por jubilados y el 5,62% por otro tipo de composición. Además, había 2359 hogares sin ocupar y 66 eran alojamientos vacacionales o segundas residencias.